# Tese Duhem–Quine

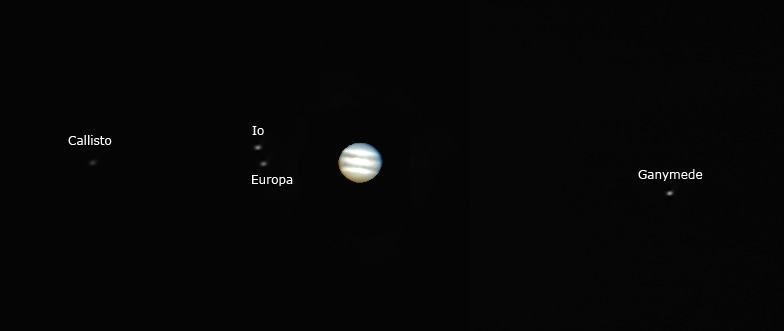
As quatro luas de Júpiter vistas através de um pequeno telescópio. Sua observação por Galileu Galilei apoiou um conjunto de hipóteses sobre a natureza do Sistema Solar que as autoridades papais negaram em favor de um conjunto diferente.

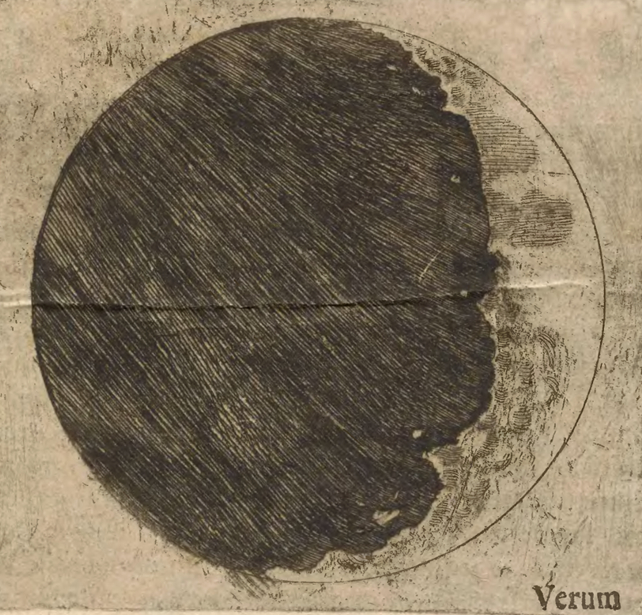
Esboço de Galileu das montanhas na lua, conforme publicado em Sidereus Nuncius

A tese Duhem–Quine, também chamada de problema de Duhem–Quine, em homenagem a Pierre Duhem e Willard Van Orman Quine, é que em ciência é impossível testar experimentalmente uma hipótese científica isoladamente, porque um teste empírico da hipótese requer uma ou mais suposições de fundo (também chamadas suposições auxiliares ou hipóteses auxiliares): a tese diz que falsificações científicas inequívocas são impossíveis.  Nas últimas décadas, o conjunto de suposições associadas que sustentam uma tese às vezes é chamado de feixe de hipóteses. Embora um feixe de hipóteses (ou seja, uma hipótese e suas suposições de fundo) como um todo possa ser testado contra o mundo empírico e ser falsificado se falhar no teste, a tese de Duhem-Quine diz que é impossível isolar uma única hipótese no pacote, um ponto de vista chamado holismo de confirmação.

## A substância da tese
A tese de Duhem-Quine argumenta que nenhuma hipótese científica é por si só capaz de fazer previsões.  Em vez disso, derivar previsões da hipótese normalmente requer suposições básicas de que várias outras hipóteses estão corretas – que um experimento funciona como previsto ou que a teoria científica anterior é precisa. Por exemplo, como evidência contra a ideia de que a Terra está em movimento, algumas pessoas objetaram que os pássaros não eram arremessados para o céu sempre que soltavam um galho de árvore. Teorias posteriores da física e da astronomia, como a mecânica clássica e a relativística, poderiam explicar tais observações sem postular uma Terra fixa e, no devido tempo, substituíram as hipóteses auxiliares e as condições iniciais da Terra estática.

## Exemplo da astronomia galileana
O trabalho de Galileu Galilei na aplicação do telescópio à observação astronômica foi rejeitado por céticos influentes. Eles negaram a verdade de seus relatórios mais surpreendentes, como que havia montanhas na lua e satélites ao redor de Júpiter.  Em particular, alguns filósofos proeminentes, mais notavelmente Cesare Cremonini, se recusaram a olhar através do telescópio, argumentando que o próprio instrumento poderia ter introduzido artefatos que produziam a ilusão de montanhas ou satélites invisíveis a olho nu.  Negligenciar tais possibilidades equivalia a uma subdeterminação em que o argumento para artefatos ópticos poderia ser apresentado como sendo de igual mérito aos argumentos para a observação de novos efeitos celestes. Em um princípio semelhante nos tempos modernos, uma visão predominante é que " afirmações extraordinárias exigem provas extraordinárias ".
Na prática, a política e a teologia da época determinaram o resultado da disputa, mas a natureza da controvérsia foi um exemplo claro de como diferentes conjuntos de suposições auxiliares (geralmente implícitas) poderiam sustentar hipóteses mutuamente inconsistentes sobre uma única teoria. Em termos de qualquer versão da tese de Duhem-Quine, portanto, é necessário estudar a defensibilidade das suposições auxiliares, juntamente com a hipótese primária, para chegar à hipótese de trabalho mais viável.

## Pierre Duhem
Por mais popular que a tese de Duhem-Quine possa ser na filosofia da ciência, na realidade Pierre Duhem e Willard Van Orman Quine afirmaram teses muito diferentes. Duhem acreditava que apenas no campo da física uma única hipótese individual não pode ser isolada para teste. Ele diz em termos inequívocos que a teoria experimental na física não é a mesma que em campos como a fisiologia e em certos ramos da química. Além disso, a concepção de "grupo teórico" de Duhem tem seus limites, pois ele afirma que nem todos os conceitos estão conectados uns aos outros logicamente. Ele não incluiu de forma alguma disciplinas a priori como lógica e matemática dentro dos grupos teóricos em física, uma vez que não podem ser testadas. 

## Willard Van Orman Quine
Quine, por outro lado, em "Dois Dogmas do Empirismo", apresenta uma versão muito mais forte da subdeterminação na ciência. Seu grupo teórico abrange todo o conhecimento humano, incluindo matemática e lógica. Ele contemplou a totalidade do conhecimento humano como sendo uma unidade de significado empírico. Portanto, todo o nosso conhecimento, para Quine, não seria epistemologicamente diferente dos antigos deuses gregos, que foram postulados para dar conta da experiência.